# 阿尔巴 (波代诺内省)
阿尔巴（義大利語：Arba），是意大利北部波代诺内省的一个市镇。总面积14.76平方公里，人口1295人，人口密度87.7人/平方公里（2009年）。ISTAT代码为093002。